# MEG (romanzo)
MEG (MEG: A Novel of Deep Terror) è un romanzo letteratura horror fantascienza di Steve Alten, pubblicato nel luglio 1997 da Bantam Books e tradotto in italiano nello stesso anno. Riscuotendo successo in vari Paesi del mondo ha dato inizio a un ciclo letterario attorno alla figura dei Megalodon e del protagonista Jonas Taylor.
In Italia, in seguito all'uscita del film tratto dal romanzo, il romanzo è stato rieditato col nuovo titolo Shark - Il primo squalo, lo stesso usato per il film.

## Trama
Jonas Taylor è un sub ed esploratore marino che lavora per conto della Marina degli Stati Uniti. Durante una missione sottomarina molto segreta per conto dell'istituzione nella fossa delle Marianne, avvista un Megalodon, un gigantesco predatore preistorico che si pensava estinto. Dopo che la creatura divora i compagni con cui era entrato in acqua e nessun altro può verificare le sue dichiarazioni, la credibilità di Taylor viene affondata dalla comunità scientifica.
Diventato un paleontologo indipendente, alle prime armi, Taylor si mette alla ricerca di prove che possano confermare la realtà dell'avvistamento. Quando Masato Tanaka, un amico di vecchia data di Jonas, e il suo equipaggio sono alla ricerca di un uomo che possa immergersi negli abissi per recuperare un UNIS, il subacqueo accetta volentieri la proposta. Si tratta di un'operazione ancora una volta nella fossa delle Marianne. Durante il viaggio verso l'abisso profondo, Jonas, il figlio di Tanaka e altri sub di supporto si imbattono nel Megalodon e scoprono l'esistenza di altri esemplari della stessa specie che vivono nelle profondità della fossa marina intrappolati dalla "barriera di acqua fredda" che impedisce loro di risalire in acque più basse.
Il figlio di Masato viene ucciso nell'incontro ravvicinato con un esemplare maschio, che a sua volta rimane impigliato nei cavi che collegano i sub alla nave giapponese. Mentre lo squalo viene tirato verso la superficie dalla potenza degli argani, un esemplare femmina molto feroce, attirata dall'agitazione del maschio in pericolo, lo attacca e, avvolta nel sangue che esce dalle ferite che la isola termicamente dalla barriera di acqua fredda, sale a galla per scatenare la sua ira, mangiando balene e persone. Jonas e Tanaka perdono di vista lo squalo femmina e attraccano al porto. Nel frattempo, essa partorisce i piccoli di cui era incinta e inizia a seminare terrore nell'area circostante. Nella caccia allo squalo avviata dall'equipaggio di Tanaka, lo squalo femmina muore tagliandosi la gola una volta avvicinatosi alle eliche di un sommergibile, e Jonas cattura l'unico neonato sopravvissuto.

## Seguiti
- Minaccia dagli abissi (The Trench) (1999)
- Meg: Primal Waters (2004)
- Meg: Hell's Aquarium (2009)
- Meg: Origins (2011)
- Meg: Night Stalkers (2016)

## Adattamento cinematografico

### Primo progetto
Nel 1996, quando ancora Steve Alten era alla ricerca di una casa editrice che pubblicasse il suo polposo romanzo Meg: A Novel of Terror Deep, erano già in corso trattative con alcuni studi cinematografici interessati a trasporre per il grande schermo l'opera. La campagna d'acquisti fu vinta dalla Touchstone Pictures, una divisione della Walt Disney Pictures, che nel 1997 opzionò i diritti cinematografici intenzionata a realizzarne un film.
Le sceneggiature realizzate frustrarono molto Alten, che si disse insoddisfatto del lavoro svolto dalla Disney, che stava invece ignorando ogni suo consiglio creativo. Lo scrittore ricordò come in una versione allo squalo vennero messe le ali, e che lui disapprovò tali scelte perché il suo ruolo era quello di «seguire la scienza e non il ridicolo».
In seguito a questi problemi, la Touchstone lasciò scadere i diritti.
Nel 1998 fu il turno della Hollywood Pictures, che in collaborazione con la Warner Bros. decise di opzionare il romanzo Meg per realizzare un film di squali prima che fosse distribuito Blu profondo dalla "rivale". Alten fu chiamato come consulente. Per la sceneggiatura fu dapprima incaricato Tom Wheeler, ma dopo che i risultati furono carenti e il suo lavoro male accolto, Jeff Boam fu chiamato a sostituirlo. Tuttavia, il presidente che all'epoca aveva opzionato Meg, David Vogel, perse il titolo di direzione e la nuova presidenza non rinnovò la proprietà sui diritti, cosicché tornarono indietro ad Alten.

### Il film cancellato della New Line
Diversi anni dopo, nel febbraio 2004, Alten scrisse di proprio pugno un adattamento basato sul romanzo e lo presentò all'amico Nick Nunziata, un appassionato dell'opera e che di conseguenza si impegnò a trovare produttori interessati a farne un film. Nunziata mostrò la sceneggiatura di Alten al regista Guillermo del Toro, che a sua volta ne parlò con Larry Gordon e Lloyd Levin, ciò che ne scaturì fu l'avvicinamento di Jan de Bont alla regia e l'interessamento seppur superficiale della New Line al progetto.
Dopo un periodo di titubanze, nell'agosto 2004 la New Line Cinema ingaggiò una nuova realizzazione prendendo in opzione l'adattamento, e incaricando Del Toro, Larry Gordon, Lloyd Levin, Nick Nunziata, Chi- Li Wong e Ken Atchity della produzione e Jan de Bont della regia.
Una sceneggiatura fu commissionata nel 2004 quando finalmente la New Line si impegnò a concretizzare la produzione dopo essere stata sviata dall'idea che il romanzo contenesse troppe analogie con Jurassic Park, per farla fu chiamato Shane Salerno. Lo sceneggiatore terminò la prima stesura nel settembre 2005, con un quarto delle scene totale ambientato sott'acqua. La scena d'apertura vedeva un gruppo di Tyrannosaurus rex intenti a finire un banchetto con alcune prede appena uccise, e l'uccisione di uno di essi entrato in mare da parte di una misteriosa creatura che lo inghiottiva e trascinava negli abissi. Comunque, la New Line spiegò come essa fosse bisognosa di un pesante rimaneggiamento anche alla luce del fatto che la sua trasposizione a film avrebbe richiesto una spesa troppo alta, compromettendo le reali capacità del progetto, il cui bilancio era fissato a 75ml $.
In una nota del 28 settembre, Jeff Katz e George Waud, responsabili dello sviluppo, comunicarono che erano in corso discussioni per la modificazione della trama per arrivare a trovare le reali potenzialità della storia. Su decisione loro, quindi, Jan de Bont fu incaricato di scegliere esperti di effetti speciali e produttori per assisterlo personalmente nella visualizzazione della prima stesura di Shane Salerno: il supervisore agli effetti visivi John Nelson, lo scenografo Bill Sandell e il produttore di linea Colin Wilson. Si parlò di una uscita già nell'estate 2006 dopo che la produzione fu accelerata, e i diritti di distribuzione furono prevenduti a compratori esteri all'edizione 2005 del Festival di Cannes insieme ad altri 9 titoli della New Line. Il regista parlando del progetto disse:
L'interesse al progetto e i lavori eccezionali portarono all'uscita di concetti artistici, locandine e disegni iniziali pubblicati in fretta in rete per promuovere un film che sembrava destinato a uscire a breve e destinato a creare un proficuo e miliardario franchise. Ciò che emerse dal lavoro della squadra fu uno storyboard, una serie di immagini montate in sequenza con uno sfondo musicale e un modello in scala d'argilla e fibre di vetro della misura complessiva di 5 piedi di un Megalodon. Il tutto fu presentato ai dirigenti della New Line, al termine del quale de Bont ricevette molti applausi per il lavoro fatto.
De Bont iniziò a guardare avanti, pensando ai primi nomi per il cast artistico. Parlò di Ken Watanabe ideale per il ruolo del capitano di una baleniera giapponese.
Il produttore Atcheye disse che molti soldi furono spesi in quella particolare fase di forte di attività produttiva, anche perché il regista e la sua squadra di esperti credevano fortemente nel progetto, arrivando addirittura ad acquistare miniature di squali e opere d'arte sull'argomento, sottolineando però che i copresidenti della New Line, Bob Shaye e Michael Lynne non diedero mai forti segnali circa il loro appoggio al progetto.
Nel novembre 2005, la scossa: il bilancio inizialmente di 75ml $ aveva raggiunto la vertiginosa cifra di 157ml, ancora più problematica se sommata al fatto che gran parte del film sarebbe stato girato in acqua e che questo avrebbe richiesto numerosi effetti speciali, portando la spesa finale a superare i 200ml complessivi. La New Line ordinò quindi la riduzione del bilancio a 125 ml $ e altri tagli vari tra cui più di 200 effetti visivi presenti nel copione, che portarono a un risparmio stimato di 18,9 ml. Tra le scene eliminate l'attacco di alcuni calamari giganti al Megalodon, il divoramento di un surfista e l'attacco a un elicottero a bassa quota da parte dello squalo preistorico. Per ottenere ulteriori risparmi sulla spesa, de Bont pensò di girare le scene subacquee nel set di Rosarito Beach della 20th Century Fox, lo stesso dove James Cameron girò Titanic.
La New Line iniziò a pensare che la realizzazione del franchise si stesse trasformando in un killer per lo studio, con i milioni che andavano bruciandosi col tempo che passava.
Il 27 febbraio 2006, il produttore Toby Emmerich dichiarò di aver in mano una versione della sceneggiatura «pensata meglio» che era stata portata a Shaye per ottenere il lasciapassare, ma anch'essa fu declinata perché bisognosa di ulteriori tagli. Nonostante fosse ormai chiaro che il film a grossa spesa stava trasformandosi in uno a costo più ristretto, de Bont era ancora convinto della sua realizzazione e fece pressione su Emmerich affinché il risultato finale dei tagli delle spese facesse rimanere comunque il film sopra 100ml. In estate varie voci spiegarono che il film era quasi morto, e che la New Line era intenzionata a dimezzare ulteriormente i costi perché titubante nel proseguire anche alla luce di diversi fallimenti al botteghino che la stavano spingendo a rivedere i piani per il futuro.
Contemporaneamente, il «dream team» di esperti ordinato dal regista abbandonò il film per via di altri incarichi e per la lunga attesa che stava mostrando la realizzazione di Meg. Con le indiscrezioni sempre più pesanti circa il possibile abbandono dell'adattamento, l'esecutivo Richard Brener rassicurò in un comunicato che il film sarebbe stato fatto.
Con l'abbandono di pezzi importanti della produzione, tra cui anche Jeff Katz e Guillermo del Toro, era ormai chiaro che la situazione stava diventando irreversibile. L'agente del produttore, Robert Newman, commentò la fuoriuscita del proprio sottoscritto dicendo: «Con tutto il dovuto rispetto, ci sono un miliardo di film che non vengono fatti [...] Ma non era una cattiva idea farne un film, se solo l'avessero fatto correttamente».
Con i diritti cinematografici del romanzo in scadenza il 30 ottobre 2007 e le disfunzioni di gestione sempre più forti e apparenti ormai anche agli appassionati, il produttore Atchity fece chiarezza spiegando che il tutto era ormai in forse e che la New Line mostrava segni d'arrangiamento. Bill Mechanic, ex direttore della produzione alla 20th Century Fox, tentò di mettersi nei panni della casa dicendo che molti film hanno trascorso anni di sviluppo travagliato nell'attesa che venissero approvati, come ad esempio X-Men, e che progetti all'apparenza stupidi si rivelassero in realtà grandi successi, citando il Titanic di Cameron, e viceversa, citando Poseidon.
Tutti i problemi mischiati insieme ai crescenti timori della New Line di approvare un film che stava creando più problemi che gratificazioni portarono all'annuncio del posticipo dell'uscita a un parziale 2008. Senza la guida di Katz, di del Toro e del gruppo d'artisti e collaboratori di de Bont la direzione creativa si era persa, e la gestione generale diventata caotica portò all'annullamento del film nel luglio 2007.
In una lettera inviata al Times, un delegato della New Line addusse tra i motivi che portarono alla decisione di cancellare la produzione: una spesa troppo alta, il rischio di un flop, rischi superiori ai benefici, problemi di gestione su sceneggiatura e cast tecnico.
Comunque, de Bont si disse contrariato dalla decisione, dicendo come fosse «stata una occasione del tutto bruciata», e che il materiale su cui stava lavorando era «fantastico». La cancellazione del kolossal d'azione mostrò anche, come evidentemente, nonostante le buone premesse e le alte aspettative, realizzare un film d'azione molto costoso possa portare a uccidere l'idea originale dello sviluppo anche in una casa prestigiosa e celebre per esser riuscita a portare sul grande schermo la trilogia de Il Signore degli Anelli.

### Sviluppi futuri
Nell'aprile 2008 il Los Angeles Times annunciò che dopo diversi milioni di dollari spesi nello sviluppo della New Line, un nuovo progetto su Meg era appena allo stato embrionale per mano della Apelles Publishing Inc. che aveva appena preso i diritti dell'opera incaricando Lawrence Gordon e Lloyd Levin produttori con Belle Avery consulente insieme per produrre. La scelta di Gordon e Levin venne dalla loro fama di sollevare le sorti di progetti considerati morti, come avvenuto per Watchmen e Hellboy - The Golden Army.
Il mese seguente, la Avery approfondì l'argomento spiegando che a lei, Gordon e Levin si era unito anche Nick Nunziata (tre membri della vecchia produzione) nel tentativo di dare una mano a riportare a galla il progetto. Comunque, la New Line era rientrata appieno nella produzione e aveva in mano una nuova sceneggiatura molto promettente che aveva ottenuto la compiacenza unanime di studio e produttori e perciò si era messa alla ricerca di un regista disposto a dirigerla. La Avery si disse speranzosa nel ritorno di Jeff Katz.
In un articolo del sito di cinema Cinematical del maggio 2009 venne fuori come poche fossero le effettive possibilità che Meg uscisse dallo stallo dello sviluppo in cui si trovava. Tuttavia, il mese seguente Steven Alten, intervistato da ScreenRant, parlò delle premesse della nuova sceneggiatura e dei progressi fatti per far sì che un nuovo film su Meg potesse in futuro essere realizzato.
Nel 2015, il progetto è ritornato in auge grazie alla Warner Bros., che ha assunto Eli Roth come regista dell'adattamento. Inoltre, a differenza del romanzo, la pellicola non sarà ambientata lungo le spiagge californiane, ma avrà come location le coste cinesi.